# Федоренко Іван Іванович
Іва́н Іва́нович Федоре́нко (18 (6) лютого 1827, Харків — 26 (14) грудня 1888) — український та російський астроном. Професор астрономії Харківського університету, перший директор Астрономічної обсерваторії Київського університету.

## Життєпис
Народився у купецькій сім'ї у Харкові. У 1844 р. закінчив Харківську губернську гімназію, у 1848 р. — Харківський університет.
У студентські роки став займатися астрономією під керівництвом професора А. П. Шидловського. У 1848—1849 рр. брав участь у астрономо-географічній експедиції з вивчення Харківської губернії в якості помічника Шидловського.
У 1850—1853 рр. — понадштатний астроном Пулковської обсерваторії. За пропозицією директора обсерваторії В. Я. Струве обчислив середнє положення приполярних зірок зі спостережень Жерома Лаланда і результати своїх робіт опублікував в великому творі французькою мовою, виданому Академією наук («Positions moyennes pour l'époque 1790,0 des étoiles circompolaires», St. Pbg, 1854 LXXIX, 156).
У 1852 р. брав участь в експедиції у Фінляндію для виконання градусних вимірювань дуги меридіану (відома в історії науки під назвою «Дуга Струве»).
З 25 грудня 1853 р. — ад'юнкт Київського університету. У 1854—1857 рр. працював на кафедрі астрономії Київського університету, читав курс геодезії, тригонометрії, сферичної, теоретичної та практичної астрономії. Водночас з 1855 р. був першим директором Астрономічної обсерваторії університету. Під керівництвом Федоренко було вибрано місце для розміщення обсерваторії, розроблено її проект, побудовано головний корпус та замовлено основні астрономічні інструменти.
В 1856 р витримав іспит в Петербурзькому університеті і захистив там же дисертацію «О средних видимых движениях звезд», отримавши диплом на ступінь магістра астрономії.
У 1857 р. був переведений у Харківський університет на посаду ад'юнкта, виконував обов'язки секретаря факультету. У 1862 р. був призначений виконуючим обов'язки екстраординарного професора, а в 1866 р. — екстраординарним і в тому ж році ординарним професором.
У 1865 р. захистив у Петербурзькому університеті дисертацію на ступінь доктора астрономії «Разыскание средних собственных, действительных и параллактических движений звезд».
Працював у Харківському університеті до 1879 р., у 1857—1878 рр. завідував кафедрою астрономії.
Помер 27 грудня 1888 р. у Харкові.

## Наукова діяльність
Галузь наукових інтересів Федоренка — астрометрія, геодезія. Уклав каталог навколополюсних зір.